# Лібан Абді
Лібан Абді (норв. Liban Abdi, араб. لبان عبدي, нар. 5 жовтня 1988, Бурао) — норвезький футболіст сомалійського походження, півзахисник. Виступав, зокрема, за клуб «Ференцварош».
З 2018 року перебуває у статусі вільного агента.

## Ігрова кар'єра
Народився 5 жовтня 1988 року в місті Бурао. Вихованець футбольної школи клубу «Шеффілд Юнайтед». Дорослу футбольну кар'єру розпочав 2007 року в основній команді того ж клубу, в якій провів один сезон, не зігравши жодного матчу у  чемпіонаті. 
До складу клубу «Ференцварош» приєднався 2008 року. Відіграв за клуб з Будапешта наступні чотири сезони своєї ігрової кар'єри.
Згодом з 2012 по 2014 рік грав у складі команд клубів «Ольяненсі» та «Академіка».
До складу клубу «Чайкур Різеспор» приєднався 2014 року. Відтоді встиг відіграти за команду з Ризе 6 матчів в національному чемпіонаті.

## Статистика виступів

### Статистика клубних виступів
| Сезон                   | Клуб                 | Чемпіонат            | Чемпіонат | Чемпіонат | Національний кубок | Національний кубок | Національний кубок | Континентальні кубки | Континентальні кубки | Континентальні кубки | Supercoppe | Supercoppe | Supercoppe | Усього | Усього |
| Сезон                   | Клуб                 | Ліга                 | Ігор      | Голів     | Ліга               | Ігор               | Голів              | Ліга                 | Ігор                 | Голів                | Ліга       | Ігор       | Голів      | Ігор   | Голів  |
| ----------------------- | -------------------- | -------------------- | --------- | --------- | ------------------ | ------------------ | ------------------ | -------------------- | -------------------- | -------------------- | ---------- | ---------- | ---------- | ------ | ------ |
| 2007–08                 | «Шеффілд Юнайтед»    | ЧА (2)               | 0         | 0         | КА+КЛ              | 0                  | 0                  | -                    | -                    | -                    | -          | -          | -          | 0      | 0      |
| 2008–09                 | «Ференцварош»        | ЧУ (2)               | 7         | 2         | КУ+КЛ              | ?                  | ?                  | -                    | -                    | -                    | -          | -          | -          | ?      | ?      |
| 2009–10                 | «Ференцварош»        | ЧУ                   | 10        | 1         | КУ+КЛ              | ?                  | ?                  | -                    | -                    | -                    | -          | -          | -          | ?      | ?      |
| 2010–11                 | «Ференцварош»        | ЧУ                   | 17        | 1         | КУ+КЛ              | 2+2                | 0+1                | -                    | -                    | -                    | -          | -          | -          | 21     | 2      |
| 2011–12                 | «Ференцварош»        | ЧУ                   | 12        | 1         | КУ+КЛ              | 3+1                | 0                  | ЛЄ                   | 4                    | 2                    | -          | -          | -          | 20     | 2      |
| Усього «Ференцварош»    | Усього «Ференцварош» | Усього «Ференцварош» | 46        | 5         |                    | 8+                 | 1+                 |                      | 4                    | 2                    |            | -          | -          | 41+    | 4+     |
| 2012–13                 | «Ольяненсе»          | ПЛ                   | 16        | 4         | КП+КЛ              | 1+2                | 1+0                | -                    | -                    | -                    | -          | -          | -          | 19     | 5      |
| 01.08.2013 ― 15.01.2014 | «Академіка»          | ПЛ                   | 11        | 0         | КП+КЛ              | 0                  | 0                  | -                    | -                    | -                    | -          | -          | -          | 11     | 0      |
| 16.01.2014 ― 12.02.2015 | «Чайкур Різеспор»    | ЧТ                   | 13        | 1         | КТ                 | 6                  | 0                  | -                    | -                    | -                    | -          | -          | -          | 19     | 1      |
| 13.02.2015 ― 30.06.2015 | «Левські (Софія)»    | ППФЛ                 | 9         | 2         | КБ                 | 5                  | 0                  | -                    | -                    | -                    | -          | -          | -          | 14     | 2      |
| 01.07.2015 ― 03.12.2015 | «Чайкур Різеспор»    | ЧТ                   | -         | -         | КТ                 | -                  | -                  | -                    | -                    | -                    | -          | -          | -          | -      | -      |
| 01.07.2016 ― 01.01.2018 | «Гаугесун»           | ЧН                   | 38        | 7         | КН                 | 1                  | 0                  | ЛЄ                   | 4                    | 2                    | -          | -          | -          | 43     | 9      |
| 02.01.2018 ― 02.07.2018 | «Аль-Іттіфак»        | ЧСА                  | 12        | 2         | КК                 | 1                  | 0                  | -                    | -                    | -                    | -          | -          | -          | 13     | 2      |
| Усього                  | Усього               | Усього               | 145       | 21        |                    | 21+                | 2+                 |                      | 8                    | 4                    |            | -          | -          | 174+   | 27+    |